# Salasco
Salasco je italská obec v provincii Vercelli v oblasti Piemont.
K 31. prosinci 2010 zde žilo 229 obyvatel.

## Sousední obce
Crova, Lignana, Sali Vercellese, San Germano Vercellese, Vercelli